# IBM 2260

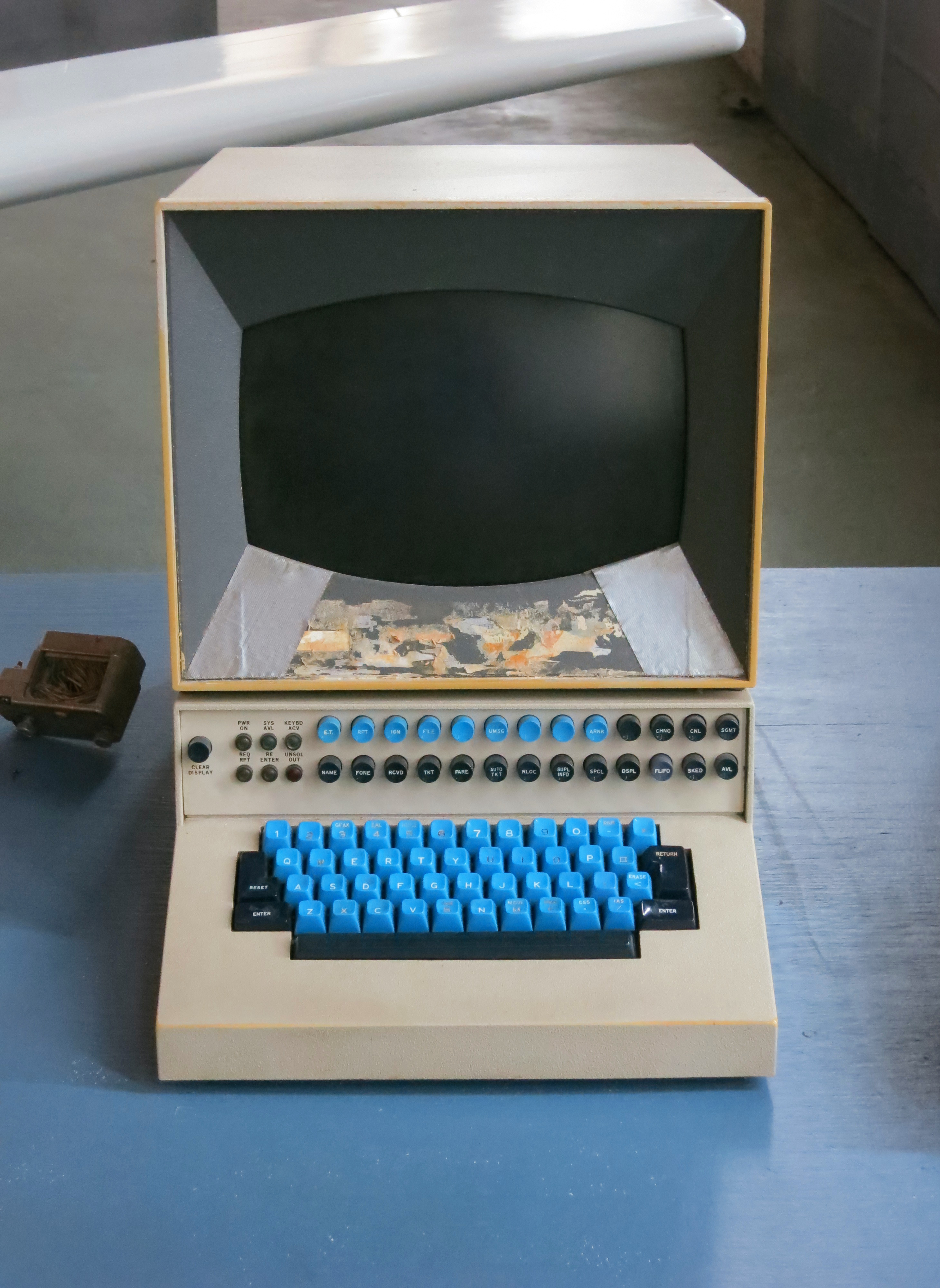
Видеотерминал IBM 2260 с панелью Airline reservations system

IBM 2260 — текстовый монохромный терминал (дисплейная станция), выпускавшийся компанией IBM с 1965 по 1971 год, один из первых массовых компьютерных текстовых терминалов, оснащённых экраном на электронно-лучевой трубке, а не печатающим устройством. Предшественник IBM 3270. Благодаря IBM 2260 ЭЛТ-терминалы перестали быть «диковинкой», превратившись в стандартное оборудование ввода-вывода для мейнфреймов. Выпускался в трёх вариантах: разрешением 6×40, 12×40 и 12×80 символов. Также выпускались модели, не оснащённые клавиатурой — для задач, в которых требовалось только отображение данных.

## Устройство
Размеры настольной части терминала были выбраны таким образом, чтобы он занимал не больше места, чем традиционная пишущая машинка. Технологии середины 1960-х годов не позволяли разместить знакогенератор и память необходимого объёма в заданных габаритах. Все эти части были вынесены в отдельный шкаф контроллера терминала IBM 2848.
С помощью контроллера IBM 2848 можно было подключить к компьютеру до 24 терминалов (чем меньше разрешение экрана, тем больше терминалов можно подключить). Контроллер мог подключаться к машине через каналы связи со скоростью до 2400 бит/с. Через дополнительный адаптер можно было подключить также принтер IBM 1050, который становился доступен с любого из подключенных к контроллеру терминалов.
Для хранения изображения на экране в 2848 использовалась память на магнитострикционных линиях задержки, так как она была дешевле, чем используемая в то время в мейнфреймах память на ферритовых сердечниках, но чувствительна к вибрациям, из-за которых изображение на подключенных к контроллеру терминалах необратимо искажалось до прихода новых данных. В запоминающем устройстве хранились как очертания символов, так и их код во внутренней 6-битной кодировке. В качестве рабочей кодировки для обмена с ЭВМ использовалась либо принятая в IBM кодировка EBCDIC, либо «промежуточная» версия таблиц ASCII ASA X3.4-1965, которая не получила широкого распространения.
Разрешение экрана было выбрано исходя из объёма перфокарт, использовавшихся в IBM и составляло 40 либо 80 символов в строке (две или одна строка на одну перфокарту). В 2260 использовался кинескоп с вертикальной (с верху вниз), а не построчной развёрткой.
IBM 2265 и IBM 2845 — удешевлённый вариант связки 2260/2848, не позволявший работать с несколькими терминалами, подключенными к одному контроллеру.

## Наследие
Разрешение 80 символов в строке в дальнейшем стало стандартом де-факто для терминалов и текстовых интерфейсов, но не сразу: долгое время с ним конкурировали другие разрешения экрана, в частности 72 символа — как в телетайпе Model 33, но к началу 1980-х стандарт IBM всё же победил.
Терминал IBM 3270, который пришёл на замену 2260/2848, не был совместим с последним, но под старый терминал был написан достаточно большой объём ПО, в связи с этим многие сторонние компании выпускали терминалы, совместимые с 2260, при этом имевшие большее разрешение экрана, больший объём памяти и т.д.